# Leptocyclopodia villosa
Leptocyclopodia villosa är en tvåvingeart som beskrevs av Maa 1968. Leptocyclopodia villosa ingår i släktet Leptocyclopodia och familjen lusflugor. Inga underarter finns listade i Catalogue of Life.